# Senna odorata
Senna odorata là một loài thực vật có hoa trong họ Đậu. Loài này được (R.Morris) Randall miêu tả khoa học đầu tiên.